# Wesley Clark
Wesley Clark (født 23. december 1944 i Little Rock, Arkansas) er militærmand fra USA. 
Han var SACEUR, NATO's militære øverstkommanderende, fra juli 1997 til marts 2000 og blev pensioneret nogle måneder senere.

## Officersuddannelse og uddannelse i Oxford
Han fik sin officeruddannelse fra West Point i 1966. Desuden har han – i forbindelse med tildeling af et Rhodes-stipendium (1966-1968) – taget en MA-grad i Oxford i filosofi, politik og økonomi.

## Tjeneste i de første år
Han har gjort tjeneste i Vietnam, Panama, Kuwait og andre steder. 
I en periode var han næstkommanderende i afdelingen for
Concepts, Doctrine and Developments (1991-1992) og han var i flere år ansvarlig for uddannelse af soldater og officerer. 

## Tjeneste i Det Hvide Hus, Dayton
Wesley Clark har gjort tjeneste i det Hvide Hus og deltaget som ledende militær sagkyndig i Dayton-forhandlingerne.

## Kosovokonflikten, 1998 til 1999
Han forsøgte i oktober 1998 – sammen med general Klaus Naumann, der var formand for NATO's militærkomité – at lægge militært pres på præsident Slobodan Milosevic, dvs. parallelt med at Richard Holbrooke lagde stærkt politisk pres på ham og udvirkede en våbenstilstandsaftale.
Wesley Clark har (efter sigende) været skeptisk ved konceptet om at holde sig til luftbombardementer i krigen mod Serbien i 1999 – han mente, at det ville være nødvendigt at overgå til landkrig, efter at man havde forsøgt sig med bombardementer. Han var heri uenig med præsident Bill Clinton og forsvarsminister Cohen.
Wesley Clark var ansvarlig for, at man hentede Apache-kamphelikoptere til Albanien, men den politiske ledelse ville ikke bruge dem til andet end til at
vise serberne, at man mente det alvorligt.

## Luft- eller landkrig?
Wesley Clark oplyste på et møde med præsident Clinton 3. juni 1999, at bombardementerne fra stor højde (3-4 km) ikke gav de ønskede resultater – og at man var ved at løbe tør for egnede mål. Clark ønskede derfor, at man realiserede nyligt færdiggjorte planer om en landinvasion. Nogle af de militære chefer støttede Clark, mens hærstaben – (ifølge Martin Burcharth i Information) – derimod ønskede, at man fortsatte med et strategisk bombardement af civile mål i Serbien. Også forsvarsminister Cohen var negativ med hensyn til iværksættelse af en landkrig.

## Skærmydsel mellem Wesley Clark og Mike Jackson
Efter den russiske fremrykning til lufthavnen i Prishtina ønskede han, at KFOR – der blev ledet af den engelske general og senere forsvarschef, Mike Jackson skulle reagere kraftigt. General Jackson mente derimod, at en blød løsning ville være at foretrække, og at man nærmest skulle ignorere det russiske initiativ. En kraftig modaktion ville derimod kunne få meget negative konsekvenser. Jackson overmeldte straks Wesley Clark via den britiske generalstab, der fik tilsidesat Clarks ordre ved at kontakte den øverste militære chef i USA, Henry Shelton. Hændelsesforløbet er blevet bekræftet i begyndelsen af september 1999 i forbindelse med det amerikanske senats høring af general Shelton. Her var der deltagere, der brugte udtrykket lydighedsnægtelse om general Jacksons svar til general Clark.

## Fratræden
Wesley Clark fratrådte – efter ønske fra den amerikanske regering – som SACEUR noget før tiden og blev erstattet af general i luftvåbenet, Joseph Ralston.

## Æresbevisninger
Wesley Clark har fået flere hædersbevisninger i forbindelse med sin fratræden som SACEUR – og med henvisning til hans rolle i Kosovokonflikten.
Englænderne har gjort ham til Knight Commander of the Most Excellent Order of the British Empire, og Albanien har tildelt ham Skanderbeg-ordenen.